# Mummy-D
Mummy-D（マミーディー、1970年4月14日 - ）は、日本のヒップホップMC、俳優、プロデューサー、タレント。本名、坂間 大介（さかま だいすけ）。
RHYMESTERおよびマボロシのメンバー。弟は同じくヒップホップMCのKOHEI JAPAN。トラックメイカーとしてはMr.Drunk名義で活動している。相棒の宇多丸は、BMR誌でラップ評を書いていた佐々木士郎である。『クイズプレゼンバラエティー Qさま!!』（テレビ朝日）に出演するなど、タレント業もおこなっている。

## 来歴
神奈川県横浜市出身。神奈川県立横浜緑ケ丘高校、早稲田大学政治経済学部政治学科卒業。
高校時代はサッカー部に在籍。RHYMESTERメンバーの宇多丸が帰宅部出身を売りにしているのに対し、高校まで部活をやっていたことを売りにしている。
高校時代の文化祭で友人のバンドにギタリストとして参加する傍ら、個人でも初ステージを踏んでいる（本人によると、その曲はレゲエのような曲だった）。また、別の高校に通っていた実弟のKOHEI JAPANと一緒にステージも踏んでいる（当時は『MCヤキニク (KOHEI JAPAN) とDJスペースシャトル (Mummy-D)』と名乗っていたと本人がラジオ番組で語っている）。大学時代の1989年、「早稲田大学ソウルミュージック研究会ギャラクシー」で出会った佐々木士郎らと「RHYMESTER」を結成。「ギャラクシー」では第13代部長を務めていた。第12代部長が佐々木士郎（宇多丸）で、DJ JINは第16代部長。
大学卒業後、桑沢デザイン研究所にてデザインを学ぶ。RHYMESTERの活動と並行して、当時の所属事務所であったファイルレコードに籍をおき、CDジャケットなどのデザインに携わっていた。『B-BOYイズム』の頃まではジャケットにデザイナーとしてのクレジットも見られる。
USブラック・ディスク・ガイドでは、佐々木士郎とともにラップの一部を担当した。当時のお気に入りのラッパーは、マーリー・マール率いるジュース・クルー系であることを示唆していた。RHYMESTERの活動以外に、トラックメイカーとして他のラッパーや歌手とのコラボレーションもしている。マボロシのMCでもあり、そちらでは本名の坂間大介を名乗る。
2006年9月23日に一般の女性と結婚。披露宴にはメンバーの2人に加え、実弟のKOHEI JAPANや、友人らが駆けつけた。
2007年11月25日にRHYMESTERとマボロシの両ブログにて11月24日午前7時に第一子が誕生したことを報告した。その日のRHYMESTERのブログでのタイトルは、弟KOHEI JAPANの『Family』に収録されている「もしも息子が出来たなら…」だった。ちなみに子どもが誕生する前日には、KREVAの日本武道館ライブにゲスト出演していた。
2024年1月1日にキャリア初となるソロアルバム「Bars of My Life」を3月13日に発売する事を発表した。

## エピソード
- Mummy-DのMummyは中学時代のあだ名のマミーから来ている。
- 独特な長髪のパーマヘアをちょんまげ風に結ぶヘアスタイルが特徴である。
- 酒が好きで、3枚目のアルバム『グレイゾーン』（2004年発表）の「おぼえていない」という曲は、彼の酔って記憶が無い時のエピソードを題材にしている。同じアルバムの「だから私は酒を呑む」では「せんべい屋の長男」という表現が出てくるように、実家はせんべい屋である。
- 勘当されていたが現在は和解しており、両親がライブ会場を訪れている。またKOHEI JAPANのミュージック・ビデオにも家族で共演している。
- ヒップホップのジャンルで音楽活動をしている坂間広平（KOHEI JAPAN、ヒップホップグループMELLOW YELLOWの一員）は実弟。アルバム『リスペクト』（1999年発表）の「ブラザーズ」という曲は、ヒップホップの世界で兄弟が競い合い、切磋琢磨し、時に協力し合いながら技を磨いてゆくというストーリーになっていて、リリックが示すように、広平がヒップホップの世界に入ったきっかけは、兄の大介の影響が大きい。
- ステージ上で宇多丸に「10年代来のマイメン（親友の意味）」や「大ちゃん」と紹介されたことがある。
- アディダスなどスポーツ物のブランドを使ったファッションが得意で、ストリート系のファッション雑誌のグラビアを飾ったこともある。最近は名前の大介の大の字のペンダントを着けている。
- 写真を撮るのが趣味であり、ブログなどに載せている写真を撮っている。自称「写メラマン」。
- 歴史（日本史）への造詣が深く、地方へ行った際は古跡巡りなどをしている。
- ラップをやめようとした友人の童子-Tに、「まだマイクを置くのは早いよ、オレが代表曲を作ってやるよ」と言って作られた曲は彼の出世曲となった「少年A」である。後輩のダースレイダーも素人時代にクラブで彼に会った時、興奮し「俺に曲作ってください」と言うと「お前がしっかり仕事で頼める所まできたらいつでもやるよ」と言われ、後にその仕事が実現した。
- DJミッツィーが『かたじけナイト』の名称に触発され、後に宇多丸も参加することになる日本語DJ集団のイベント名称は『申し訳ないと』と命名された。

## ディスコグラフィー

### 配信限定シングル
| 発売日        | タイトル                              | レーベル            |
| ------------- | ------------------------------------- | ------------------- |
| 2023年5月31日 | 同じ月を見ていた (feat. ILL-BOSSTINO) | starplayers Records |

### 客演作品
RHYMESTER、マボロシの客演についてはそれぞれの項目参照。
- EAST END × YURI『denim-ed soul』（1994年6月25日）
  - 2. Boots（クレジットなし）
- MAKI&TAIKI 『ON THE 1+2』（1996年1月25日）
  - 末期症状 feat.MUMMY-D,ZEEBRA
- YOU THE ROCK 『THE SOUND TRACK '96』（1996年4月24日）
  - 13. BLACK MONDAY '96 feat.MICMASTERZ14 (MACKA-CHIN, SHIKI, HAB, GAMA, YOTTY, E.G.G.MAN, RINO, G.K.MARYAN, PATRIC, DAMAGE, TWIGY, MUMMY-D & DEV-LARGE)
- DJ HASEBE 『アイスピック feat.MUMMY-D,ZEEBRA』（1996年）
  - 1. アイスピック feat.MUMMY-D,ZEEBRA
- RIP SLYME『Talkin'Cheap』（1998年2月21日）
  - 14. 真昼に見た夢 (Mummy-D REMIX)
- DOUBLE『BED』（1998年9月20日）
  - 2. BED (DOUBLES)featuring Mummy-D from RHYMESTER and Kohei from MELLOW YELLOW
- DJ HASEBE『MASTERMIND feat.ZEEBRA/MUMMY-D』（2000年8月23日）
  - 1. MASTERMIND feat.ZEEBRA/MUMMY-D
- DJ MASTERKEY『DADDY'S HOUSE vol.1』（2001年4月25日）
  - 3. HIP HOP GENTLEMEN feat.MUMMY-D/山田マン/BAMBOO
- LITTLE『Mr.COMPACT』（2001年12月5日）
  - 3. ワックマン feat.Mummy-D
- 嶋野百恵『Girls Voice Studio 11』（2002年3月6日）
  - 13. Lesson feat. Mummy-D
- 童子-T『第三の男』（2003年4月2日）
  - 3. 流儀2003 feat.Mummy-D,ZEEBRA
- KOHEI JAPAN『Funky 4 U』（2003年4月11日）
  - 3. Funky 4 U　feat. Mummy-D
- Miss Monday『NATURAL』（2003年4月23日）
  - 6. トレジャーハンター feat.Mummy-D
- DJ MASTERKEY『DADDY'S HOUSE vol.2』（2003年11月12日）
  - 10. HIP HOP GENTLEMEN 2 feat.MUMMY-D/山田マン/MINESIN-HOLD
- CUEZERO『三分クッキング』（2004年3月17日）
  - 3. 3分クッキング feat.Mummy-D
- DJ CELORY a.k.a. Mr.BEATS『BEATS JAPAN』（2004年4月28日）
  - 3. 愛だらけ feat.MUMMY-D,HAB I SCREAM,Keyco
- KREVA『新人クレバ』（2004年11月3日）
  - 6. ファンキーグラマラス feat.Mummy-D
- Crystal Kay『Crystal Style』（2005年3月2日）
  - 11. Baby Cop feat.Mummy-D
- Heartsdales『Super Star』（2005年3月2日）
  - 11. GET DRUNK feat.Mummy-D
- K『Beyond the Sea』（2006年1月18日）
  - 7. Play Another One feat. Mummy-D
- ZEEBRA『The New Beginning』（2006年2月15日）
  - 15. Do What U Gotta Do feat.AI,安室奈美恵 & Mummy-D
- HAB I SCREAM『THE ONE (FLOW, RHYME, BEATS & LIFE)』（2006年3月22日）
  - 14. アンコール Feat.ヨシピィ・ダ・ガマ, MC MUG, Mad Blooded, UZI, SINNOSK8 ,三宅洋平, タイプライター, GORI, Takuto, DEN, Mummy-D, G.K.MARYAN, RINO RATINA II & ZEEBRA
- F.U.T.O. 『Wild』（2006年10月4日）
  - 3. Men's Men's World feat. Mummy-D
- DABO『DABO Presents B.M.W. -BABY MARIO WORLD- Vol.1』（2007年2月21日）
  - 6. 君の名は…feat.DELI, MUMMY-D
- KEN THE 390 『My Life』（2007年6月9日）
  - 2. H.I.P feat. Mummy-D & Tiara
- 童子-T『ONE MIC』（2007年8月29日）
  - 15. Best Friends feat.Mummy-D, JUJU
- DJ TAIKI a.k.a. GEEK『HARLEM ver. X ‐HARLEM 10th Anniversary Special‐』（2008年1月1日）
  - 1. Hip　Hop　Song feat.MUMMY-D, BIG-O, JON-E
- LITTLE,『"Yes"rhyme-dentity』（2008年5月7日）
  - 12.足跡の中を旅してる feat.CUEZERO, 童子-T, Mummy-D
- MICROPHONE PAGER,『王道楽土』（2009年1月21日）
  - 7.Message feat.Mummy-D, BOY-KEN, E.G.G.MAN, ZEEBRA
- Crystal Kay『BEST of CRYSTAL KAY』（2009年9月2日）
  - 3.Private Dancers feat. Mummy-D & KREVA
- KREVA『心臓』（2009年9月8日）
  - 11.中盤戦 feat. Mummy-D
- AFRA『Heart Beat』（2009年10月28日）
  - 2.The Voice, The Noise feat. Mummy-D
- スガシカオ『はじまりの日 feat.Mummy-D』（2009年11月25日）
  - 1.はじまりの日 feat.Mummy-D
- MIHIRO『My Way』（2009年11月25日）
  - 7.One Mic,One Life feat.Mummy-D,ZEEBRA
- ZEEBRA 『Butterfly City feat. RYO the SKYWALKER, Mummy-D & DOUBLE』（2010年3月17日）
  - 1.Butterfly City feat. RYO the SKYWALKER, Mummy-D & DOUBLE
- Prague『Distort』（2010年5月12日）
  - 2.願い feat. Mummy-D
- スガシカオ『FUNKASTiC』（2009年5月12日）
  - 8.ドキュメント2010〜Singer VS. Rapper〜
- オムニバス『BEAT CONNECTION』（2010年10月27日）
  - DISC2-1.ラヴィン・ユー / 清水翔太, Crystal Kay, Mummy-D, SEAMO, 童子-T
- レキシ『レキツ』（2011年3月16日）
  - 6.かくれキリシタンゴ 〜Believe〜 feat. MC母上(MC母上名義)
- 一青窈『dots and lines(loves Mummy-D)/とめる』（2012年5月23日）
  - 1.dots and lines (loves Mummy-D)
- THE HUMAN BEATS『Two Shot』（2012年9月19日）
  - 1.Two Shot
- 遊助『あの・・旅の途中なんですケド。』（2014年3月19日）
  - 5.ルーレット 遊turing Mummy-D
- 童子-T『T's MUSIC』（2014年3月19日）
  - 2.Runner feat. 遊助, Mummy-D
- KEN THE 390『#7』（2014年3月19日）
  - 3.Shock feat. SKY-HI,KREVA,Mummy-D
- DJ RYOW『#IDWT -In Dreams We Trust- 』（2014年8月27日）
  - 12.ゆらめく feat. Mummy-D(RHYMESTER), MIHIRO〜マイロ〜 & Minami (CREAM)
- DJ Deckstream『DRESS CODE』（2014年12月10日）
  - 10. Stormy feat. Mummy-D (Rhymester) & RYUZO
- 竹内朋康『COSMOS』（2014年12月10日）
  - 2. G.R.O.O.V.E. feat. Mummy-D
- DANCE EARTH PARTY feat. Mummy-D (RHYMESTER)「DREAMERS' PARADISE」（2015年11月25日）
  - 1. DREAMERS' PARADISE
- AKLO『Outside the Frame』（2016年6月22日）
  - サーフィン feat. JAY'ED & Mummy-D　（※TOWER RECORDS盤のみ）
- daoko『THANK YOU BLUE』（2017年12月20日）
  - okay!/daoko & Mummy-D（※初回限定盤のDVDのみ）
- 餓鬼レンジャー『ティンカーベル 〜ネバーランドの妖精たち〜』（2019年4月3日）
  - キューバ・リブレ feat. Mummy-D, RYO-Z, LIBRO ＆ DABO
- スガシカオ『労働なんかしないで 光合成だけで生きたい』（2019年4月17日）
  - ドキュメント2019 feat. Mummy-D
- 宇田川別館バンド『Shibuya is your Town』（2020年8月31日）
  - 裏シブヤアンセム Feat. Mummy-D(RHYMESTER)
- SuzKen & the Kungo Bongos『Runaway feat. Mummy-D / Across The Universe』（2020年10月21日）
  - Runaway feat. Mummy-D
- Nulbarich『NEW GRAVITY』（2021年4月21日）
  - Be Alright feat. Mummy-D (RHYMESTER)（※DISC 2）
- MASSAN × BASHIRY『羅針盤 feat.Mummy-D(RHYMESTER)』（2021年6月4日）
  - 羅針盤 feat. Mummy-D(RHYMESTER)（※配信のみ）
- トベタ・バジュン『すばらしい新世界 ～RELAX WORLD～』（2021年8月18日）
  - Butterfly Effect feat. Mummy-D（※配信のみ）
- 武田と哲也『Love On Delivery』（2021年10月27日）
  - SOUL WAVE feat. Mummy-D
- 田中義人『TIME』（2021年12月8日）
  - Bxxxh Perfect feat. Mummy-D(RHYMESTER)
- F.U.T.O.『Rebel Riders』（2022年1月19日）
  - Boyz n the Hood Feat. Zeebra & Mummy-D
- ミッキー吉野『Keep On Kickin' It』（2022年2月2日）
  - 歓びの歌 feat. Mummy-D
- ALI『Never Say Goodbye』（2022年11月16日）
  - Never Say Goodbye feat. Mummy-D
- ELIONE『So Far So Good』（2023年3月1日）
  - 別にいいんじゃん?(Remix) feat. Mummy-D, AKLO
- 遊助『遊 are the one』（2023年3月22日）
  - SHAKE 遊turing Mummy-D, JAY'ED, lecca, KIRA, JILLE
- tha BOSS (THA BLUE HERB)『IN THE NAME OF HIPHOP II』（2023年4月12日）
  - STARTING OVER feat. Mummy-D
- Mummy-D, 晋平太, TKda黒ぶち, しあ & DJ MITSU THE BEATS『言語学的ラップの世界』（2023年11月30日）
- NakamuraEmi『KICKS』（2024年5月29日）
  - 祭（feat. Mummy-D）
- Jinmenusagi『東京人（Dong Jing Ren）』（2024年7月23日）
  - GOAT [Remix] (feat. Spada, Hideyoshi, Myghty Tommy & Mummy-D
- CHOZEN LEE 『Andante 〜ワタシ好みのbpm〜 feat. Mummy-D』（2024年8月28日）
  - Andante 〜ワタシ好みのbpm〜 feat. Mummy-D
- DJ TANAKEN 『Tokyo Under Construction』（2024年10月9日）
  - Tokyo Under Construction (Remix) feat. Rino Latina II, Mr.Q, Mummy-D

### プロデュース作品
Mr.Drunk名義での作品を含む
- MELLOW YELLOW『MELLOW YELLOW BABY』（1995年）
  - 4.嫌いじゃない
  - 7.ならそれオレもらい
  - 10.PIZZA&COKE
  - 13.C（REMIX）
- RIP SLYME『Lip's Rhyme』（1995年）
  - 3.about
- YOU THE ROCK★『ザ・サウンドトラック'96』（1996年4月24日）
  - 7.HIP HOP BOOGIE
  - 10.BAD BOY BLUES feat.HAC
  - 13.BLACK MONDAY'96 feat.MIC MASTAZ（MACKA-CHIN,SHIKI,HAB,GAMA,YOTTY,E.G.G.MAN,RINO,PATRICK,G.K.MARYAN,DAMAGE,TWIGY,MUMMY-D,DEV-LARGE）
- RIP SLYME『talkin'cheap』（1998年2月21日）
  - 14.真昼に見た夢（MUMMY-D REMIX）
- ラッパ我リヤ『スーパーハード』（1998年）
  - 6.ヤバスギルスキル・パート3
- ZEEBRA『THE RHYME ANIMAL REMIX E.P.1』（1998年12月16日）
  - 1.ORIGINAL RHYME ANIMAL (Mr.Drunk Remix)
- DOUBLE『Crystal』（1999年6月2日）
  - 12.BED（DOUBLES） feat. Mummy-D,KOHEI JAPAN
- MICADELIC『FUNK JUNK増刊号』（2000年6月25日）
  - 2.有視徹戦 feat.宇多丸
- 麻波25『ハジケロV10』（2001年2月7日）
  - 2.ADVANCED PLAYER (Mr.Drunk remix)
- オムニバス『思考回路』（2001年9月1日）
  - 4.Sinu-City / KREVA,UZI,Mummy-D
- MELLOW YELLOW『CRAZY CLIMBER』（2001年11月30日）
  - 9.オレンジ
- LITTLE『Mr.COMPACT』（2001年12月5日）
  - 13.中央自由WAY feat. meg
- KICK THE CAN CREW『VITALIZER』（2002年2月14日）
  - 10.ONE FOR THE WHAT, TWO FOR THE WHO PT.3
- F.O.H『PROJECT VIKING』（2002年11月27日）
  - 3.S.E.X feat. RHYMESTER
- 麻波25『REMIX BOX+ONE』（2003年2月5日）
  - 6.UP VIBES DOWN STAIRS feat.RUDE BOY FACE (Mr.Drunk Remix:Mr.Drunk from RHYMESTER)
- 童子-T『第三の男』（2003年4月2日）
  - 5.少年A
  - 10.いつかギラギラする日 feat.UZI,CUE ZERO,YAMAKOU
- Miss Monday「NATURAL」（2003年4月23日）
  - 6.トレジャーハンター feat.Mummy-D
- MELLOW YELLOW『Funky Freaky Fresh』（2004年4月9日）
  - 3.ON THE ROCK
- SHIGURE & DUB-T『HAND MADE』（2005年5月13日）
  - 5.情熱大陸
- PUSHIM,RHYMESTER,HOME MADE家族,マボロシ,May J.『I Say Yeah!』（2006年10月4日）
  - 1.I Say Yeah!
- TARO SOUL & KEN THE 390『Flying Sound Track』（2006年10月21日）
  - 12.Grand Closing
- BY PHAR THE DOPEST『だからどうした!』（2006年12月31日）
  - 14.安全運転
- 童子-T『ONE MIC』（2007年8月29日）
  - 16.続少年A
- LITTLE,『"Yes"rhyme-dentity』（2008年5月7日）
  - 2.Gradation feat.MICRO,SMALLEST,SHOGO
  - 7.恋のクロスフェーダー
  - 12.足跡の中を旅してる feat.CUEZERO,童子-T,Mummy-D
- 椎名林檎『三文ゴシップ』（2009年6月24日）
  - 1.流行
  - 10.尖った手口
- オムニバス『BEAT CONNECTION』（2010年10月27日）
  - DISC2-1.ラヴィン・ユー / 清水翔太, Crystal Kay, Mummy-D, SEAMO, 童子-T
- SKY-HI『カタルシス』（2016年1月20日）
  - 8.Young,Gifted and Yellow
- 入野自由『DARE TO DREAM』（2016年11月30日）
  - 8.トップランナー
- 『くわなにさくはな』
  - 三重県桑名市の広報動画[4][5][6][7]。

## メディア出演

### ナレーション
- あしたをつかめ〜しごともくらしも〜（2013年4月1日 - 2014年3月24日、Eテレ）
- 人生デザイン U-29（2014年3月31日 - 2015年3月23日、Eテレ）

### テレビ番組
- クイズプレゼンバラエティー Qさま!!（テレビ朝日）

### テレビドラマ
- ゲームの〈規則〉 後篇（2015年1月17日、テレビ朝日） - 藤田敏也 役
- トランジットガールズ（2015年11月7日 - 12月26日、フジテレビ） - 葉山圭吾 役
- カルテット 第1話 - 第4話・最終話（2017年1月17日 - 2月7日・3月21日、TBS） - 半田温志 役
- dele 第7話（2018年9月7日、テレビ朝日） - 上野兼人 役
- 死にたい夜にかぎって 第2話・第3話（2020年3月2日・9日、MBS / 3月4日・11日、TBS） - 社長 役

### CM
- マガシーク「うっかり篇」（2012年）
- 「トビタテ!留学JAPAN」キャンペーン・広報Webムービー「Dear Father」（2016年）[8]

### 映画
- 去年の冬、きみと別れ（2018年3月10日公開、ワーナー・ブラザース映画） - 北川聡介 役

### 舞台
- KREVAの新しい音楽劇「最高はひとつじゃない」（2011年11月30日・12月1日、シアタークリエ） - 白紳士 役（友情出演）
  - KREVAの新しい音楽劇「最高はひとつじゃない 2014」（2014年1月28日 - 2月2日、シアタークリエ）
- KREVAの新しい音楽劇「最高はひとつじゃない 2016 SAKURA」（2016年3月25日 - 4月3日、東京芸術劇場 プレイハウス / 4月8日 - 10日、森ノ宮ピロティホール） - 武将 役[9]

### テレビアニメ
- とんかつDJアゲ太郎 第11話（2016年6月19日、TOKYO MX）

### 劇場アニメ
- 映画 しまじろうのわお! しまじろうと にじのオアシス（2017年3月10日、東宝映像事業部） - MCトゲトゲ 役

### 配信ドラマ
- 警視庁麻薬取締課 MOGURA（2025年1月9日〈予定〉 - 、ABEMA） - ナビゲーター[10]